# ブリッジ (高速戦闘支援艦)
|          |                                                                     |
| 艦歴     |                                                                     |
| 発注     | 1989年12月6日                                                       |
| 起工     | 1991年12月2日                                                       |
| 進水     | 1993年10月30日                                                      |
| 就役     | 1998年8月5日                                                        |
| 退役     | 2004年6月24日                                                       |
| その後   | 2014年9月30日予備役                                                 |
| 除籍     |                                                                     |
| 性能諸元 |                                                                     |
| 排水量   | 48,800トン                                                          |
| 全長     | 230 m (754.6 ft)                                                    |
| 全幅     | 32.6 m (107 ft)                                                     |
| 吃水     | 11.9 m (39 ft)                                                      |
| 機関     | ゼネラル・エレクトリック LM 2500 ガスタービン, 105,000 shp、2軸推進 |
| 最大速   | 26ノット (48km/h)                                                   |
| 航続距離 |                                                                     |
| 乗員     | 軍人59名、民間人179名                                               |
| 航空機   | MM-60、SH-60 2機                                                    |

ブリッジ (USNS Bridge, T-AOE-10) は、アメリカ海軍の高速戦闘支援艦。サプライ級高速戦闘支援艦の4番艦。艦名はホレイショ・ブリッジ代将に因む。

## 艦歴
「ブリッジ」はカリフォルニア州サンディエゴのナショナル・スチール・アンド・シップ・ビルディング社で建造された。
2004年6月24日に「ブリッジ」は海上輸送司令部 (Military Sealift Command) に移管された。その際に武装は取り外されている。
2014年の会計年度最終日である9月30日に、「ブリッジ」は国防予備艦隊に移籍した。「ブリッジ」はブレマートンで保管されており、45日以内に艦隊復帰が可能な作戦予備状態で、10名以下の要員で保守されている。